# Rhytidicolus structor
Rhytidicolus structor là một loài nhện trong họ Cyrtaucheniidae. Loài này phân bố ờ Venezuela.